# Deux Jeunes Filles
Deux Jeunes Filles est un tableau réalisé par la peintre française Marie Laurencin en 1923. Cette huile sur toile est un double portrait où figurent deux jeunes filles enlacées à côté d'un livre ouvert dont une illustration représente un oiseau bleu. L'œuvre est conservée au musée Artizon, à Tokyo, au Japon.